# スヴャトポルク・ムスチスラヴィチ
スヴャトポルク・ムスチスラヴィチ（ロシア語: Святополк Мстиславич、? - 1154年2月20日）は、キエフ大公ムスチスラフ1世の子である。ポロツク公：1132年、プスコフ公：1138年 - 1148年、ベレスチエ公：1140年、ノヴゴロド公：1132年、1138年、1142年 - 1148年、ルーツク公：1150年 - 1151年、1151年 - 1152年、ヴォルィーニ公：1149年、1151年 - 1154年。聖名イヴァン。兄弟のイジャスラフを助け、キエフ大公位をめぐるユーリー・ドルゴルーキーとの闘争に関わった。

## 生涯
1132年、ポロツク公位にあった兄弟のイジャスラフがペレヤスラヴリ公となり、スヴャトポルクがポロツク公となった。しかしすぐにスヴャトポルクはポロツクの人々によって追放された。おそらくポロツクの人々が、イジャスラフの異動に不満を持っていたためと思われる。次のポロツク公には、イジャスラフ・スヴャトポルク兄弟以前の元来のポロツク公家（ポロツク・イジャスラフ家(ru)）出身のヴァシリコが招かれた。
1135年、スヴャトポルクは兄弟のフセヴォロド・イジャスラフと共に、ペレヤスラヴリ公国を占拠したスーズダリ公ユーリー・ドルゴルーキーに対して出兵した。この時、フセヴォロドはノヴゴロドのポサードニク・コンスタンチン(ru)の協力によって一時ノヴゴロドへの帰還に成功するが、翌年の蜂起によって再び追放されている。（なお、ヴェーチェ（民会）主導による、このフセヴォロドの追放に対し、ソビエト連邦の歴史家・B.グレコフ(ru)は、「12世紀のノヴゴロドの革命」であり、ノヴゴロド「共和国」の幕開けであると評している。）
1137年、スヴャトポルクは追放されたフセヴォロドに随行してプスコフへ入ったが、同年冬にフセヴォロドが同地で死亡し、スヴャトポルクがプスコフ公となった。スヴャトポルクのプスコフ統治は、キエフ大公フセヴォロドからベレスチエを与えられた1140年まで続いた。
1141年もしくは1142年に、スヴャトポルクの兄弟のイジャスラフは、姉妹のアガフィヤ（マリヤ）をキエフ大公フセヴォロドに嫁がせ、ノヴゴロドをスヴャトポルクに与えるよう要請した。これを受け、フセヴォロドはスヴャトポルクをノヴゴロドに派遣した。しかし1148年には、イジャスラフ（1146年よりキエフ大公位を獲得。）が、自身の子のヤロスラフをノヴゴロドに据え、スヴャトポルクはウラジーミル・ヴォルィンスキー（ヴォルィーニ公）へと移された。ただし1149年にイジャスラフと共にユーリー・ドルゴルーキーに対する戦いに参加したが敗北し、キエフから追われたイジャスラフがウラジーミル・ヴォルィンスキーに入ったため、スヴャトポルクのヴォルィーニ公位は短期間のうちに失われた。翌年にはルーツクを領有している。
1150年、イジャスラフがハンガリー王国の支援を得て、再びユーリーに挑んだ際にはこれに同行し、ガーリチ公ウラジーミル（ウラジーミルは息子ヤロスラフとユーリーの娘オリガとの間に婚姻関係を結んでいた。）からの攻撃を防いだ。ユーリーに勝利したイジャスラフは再度キエフ大公に、スヴャトポルクもまた再度ヴォルィーニ公位についた。
1152年、イジャスラフがガーリチ公ウラジーミルを攻撃すると、スヴャトポルクはガーリチ領ペレソプニツァへ軍を進めた。（ただしイジャスラフによって、後方のウラジーミル・ヴォルィンスキーへ戻されている。）また、同年イジャスラフと共に、ユーリーの子のヴァシリコに対する遠征軍を発し、ノヴゴロドへ向かったが、これは和平交渉が成立して終了した。
1153年、イジャスラフによる、ガーリチ公ヤロスラフ（ウラジーミルの子。ウラジーミルは同年死亡。）への遠征軍に参加した。1154年に死去した。死亡するまでヴォルィーニ公の座にあった。
後世の評価としては、イストリオグラフ（Историограф / 史料編纂官。1724年にロシア皇帝ピョートル1世が構想したのが初出の官職。）によって、スヴャトポルクは、おそらく秀でた才能も、各種の主導権も有していなかった。独自で何かを成したことはなく、他の兄弟（主としてイジャスラフ）を支援するのみだった。と記述されている。
当時の史料の中には、ノヴゴロドの白樺文書のNo.850にスヴャトポルクの名が書かれたものがある。この文章は、ボヤーレ（貴族）のピョートル・ミハイロヴィチによって書かれた土地の紛争に関する質問であり、ピョートルがスヴャトポルクに対し、「クニャージ（公）」という表現を用いていないことから、1148年以降のものであると推測される。

## 家族
- 1143年もしくは1144年に、モラヴィアのオロモウツ公オタ2世(cs)の娘・エウフェミエ（Eufemie）(cs)と結婚した[6][注 1]。